# Seixanta-sis
El seixanta-sis és un nombre natural que segueix el seixanta-cinc i precedeix el seixanta-set. S'escriu 66 o LXVI segons el sistema de numeració emprat.
Ocurrències del seixanta-sis:
- Designa l'any 66 i el 66 aC
- És el codi telefònic internacional de Tailàndia.[1]
- És un nombre triangular, nombre hexagonal i un nombre semimeàndric. En ser un múltiple d'un nombre perfecte, 66 és un nombre gairebé perfecte.
- És un nombre d'Erdős-Woods.[2]